# Polonosuchus silesiacus
Il polonosuco (Polonosuchus silesiacus) è un rettile estinto appartenente agli arcosauri. Visse nel Triassico superiore (Carnico, circa 220 milioni di anni fa) e i suoi resti sono stati ritrovati in Polonia.

## Descrizione

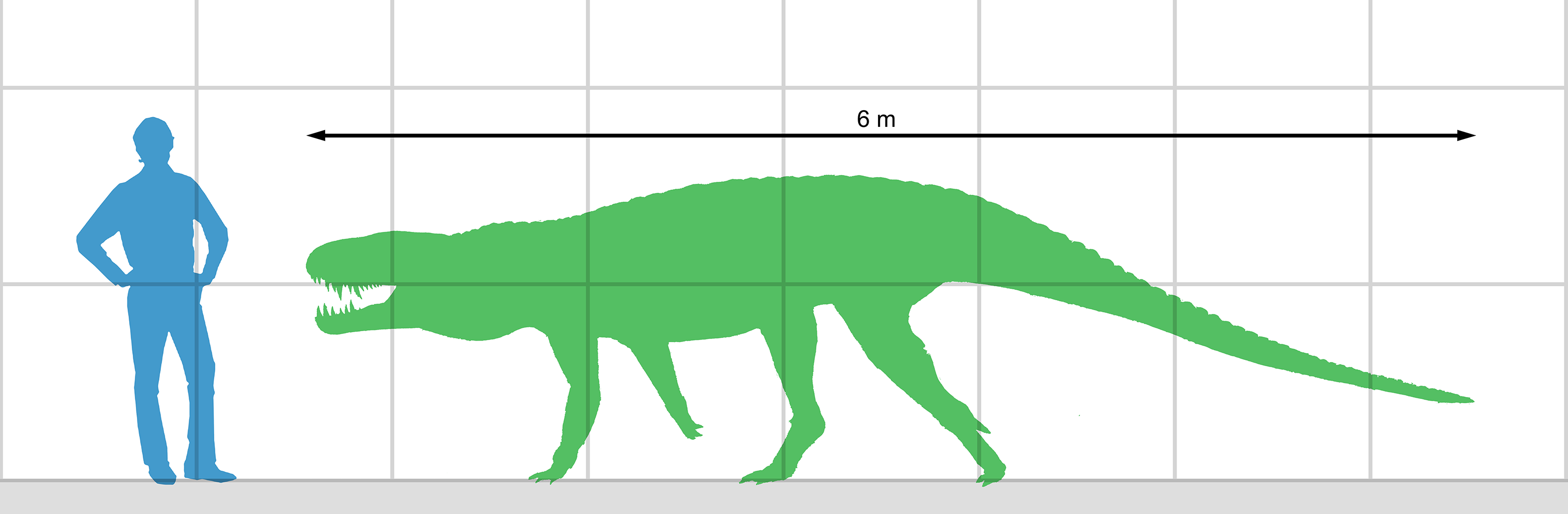
Dimensioni di P. silesiacus

Questo animale era lungo circa 5-6 metri e, come tutti i rauisuchi, era dotato di una grossa testa armata di lunghi denti taglienti e ricurvi. Le zampe erano poste quasi al di sotto del corpo, al contrario della maggior parte dei rettili. L'aspetto doveva essere molto simile a quello del più conosciuto Postosuchus, del Nordamerica, e condivideva con quest'ultimo la nicchia ecologica del superpredatore.

## Classificazione

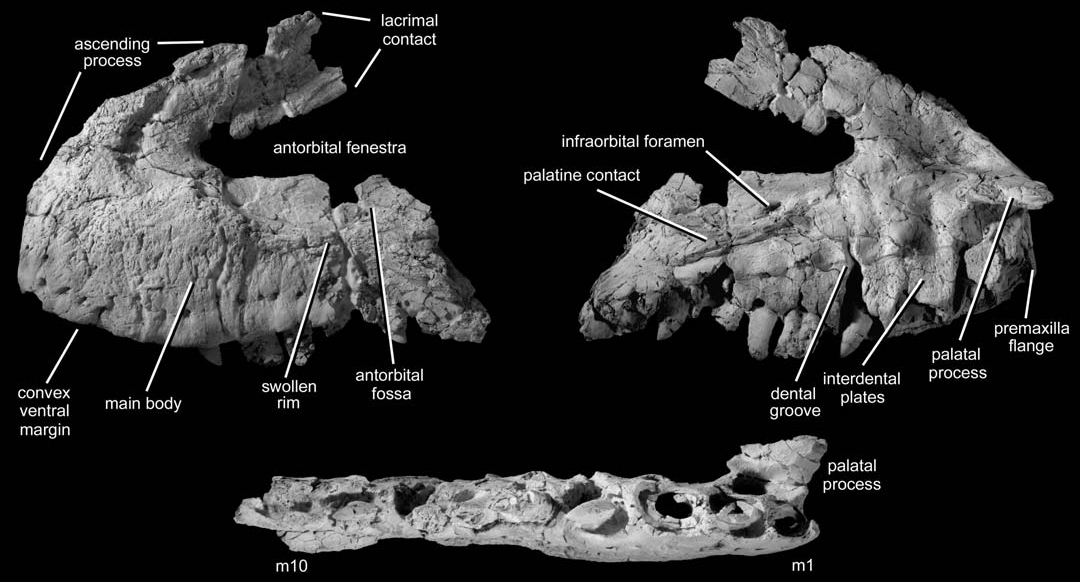
Mascella di Polonosuchus silesiacus

I resti fossili di questo animale vennero descritti per la prima volta nel 2005, e vennero classificati come una nuova specie del genere Teratosaurus, noto fino a quel momento per resti molto parziali provenienti dalla Germania. Successivamente, un riesame dei resti ha determinato che i fossili della Polonia erano da attribuire a un nuovo genere, Polonosuchus, distinto da Teratosaurus sulla base di caratteristiche della mascella. Inoltre, Teratosaurus è stato ritrovato in strati più recenti. Probabilmente i più stretto parente di Polonosuchus era il già citato Postosuchus. Questi due generi, oltre a Teratosaurus, erano rappresentanti della famiglia dei rauisuchidi, un gruppo di grandi arcosauri carnivori tipici del Triassico medio e superiore.